# Arniocera viridifasciata
Arniocera viridifasciata är en fjärilsart som beskrevs av Aurivillius 1899. Arniocera viridifasciata ingår i släktet Arniocera och familjen Thyrididae. Inga underarter finns listade i Catalogue of Life.